# BC Hartha
Der BC Hartha ist ein Fußballverein aus der sächsischen Stadt Hartha. Er zählt rund 300 Mitglieder.

## Geschichte

Historisches Logo der BSG Fortschritt Hartha

Der Verein wurde am 13. Juli 1913 gegründet. 1934 stieg er in die Gauliga Sachsen auf, die damals höchste deutsche Fußballklasse. Hier konnte man 1936/37 und 1937/38 die Sachsenmeisterschaft erringen und sich damit für die Teilnahme an der Endrunde zur Deutschen Meisterschaft qualifizieren. Bei der Endrunde belegte Hartha jeweils den zweiten Vorrundenplatz, wodurch die Qualifikation für das Halbfinale beide Male verpasst wurde.
Nach dem Zweiten Weltkrieg wurde der Verein zunächst als BSG Industrie Hartha neu gegründet und 1951 in BSG Fortschritt Hartha umbenannt. Von 1953 bis 1955 spielte man in der DDR-Liga und danach bis 1958 in der II. DDR-Liga. Mit dem Abstieg in die Bezirksliga Leipzig im Jahr 1958 verschwand der Verein aus dem höherklassigen Fußball.
Nach den politischen Veränderungen in der DDR im Herbst 1989 nahm der Verein am 18. August 1990 wieder seinen historischen Namen BC Hartha an. In der Saison 2009/10 stieg die erste Herrenmannschaft des Vereins aus der Bezirksklasse Leipzig des Sächsischen Fußball-Verbandes in die neuntklassige Kreisliga A ab, aus der man als Meister die sofortige Rückkehr in die nun umbenannte Kreisoberliga schaffte. Aus dieser stieg man 2013 wieder in die Kreisliga A ab. 2017 gelang der Aufstieg in die achtklassige Kreisoberliga Muldental/Leipziger Land, in der der Verein nach einem einjährigen Intermezzo in der Kreisliga A im Spieljahr 2019/20 auch derzeit (Stand: Saison 2024/25) spielt.

## Erfolge
- Meister der Gauliga Sachsen 1936/37, 1937/38

## Bekannte Spieler
| - Kurt Birkner - Walter Fritzsch - Erich Gleixner, Olympiateilnehmer 1952 - Erich Hänel, Nationalspieler | - Heinz Kapitän - Kurt Männer, bester Torschütze im Tschammerpokal 1937 - Hans Stephan |